# Ільїн Борис Сергійович
Ільїн Борис Сергійович (1889–1958) — відомий радянський зоолог і іхтіолог, професор, який описав багато видів риб і морських безхребетних. Видатний спеціаліст з систематики та промислу бичків у південних морях СРСР. Із 1927 року працював у Всеросійський науково-дослідний інститут рибного господарства і океанографії (ВНІРО). За роботу з акліматизації кефалей у Каспійському морі був удостоєний у 1950 році сталінської премії.